# روبي وايت
روبي وايت (15 سبتمبر 1995 في المملكة المتحدة - ) (بالإنجليزية: Robbie White)‏ هو لاعب كريكت بريطاني. لعب مع نادي مقاطعة ميدلسكس للكريكت ‏ وLoughborough MCC University ‏.

## وصلات خارجية
- روبي وايت على موقع إي آس بي آن كريك إنفو (الإنجليزية)